# Salival
Salival es una caja recopilatoria de CD/VHS y CD/DVD de edición limitada de la banda estadounidense Tool. Fue publicado el 12 de diciembre de 2000 a través de Volcano II y Tool Dissectional.

## Lista de canciones
Todas las letras escritas por Tool, excepto donde se indique, toda la música compuesta por Tool. 
| CD    |                                                                              |                                                           |          |  |
| N.º   | Título                                                                       | Letras                                                    | Duración |  |
| 1.    | «Third Eye» (live)                                                           | Keenan/Jones/Carey/Chancellor                             | 14:05    |  |
| 2.    | «Part of Me» (live)                                                          | Keenan/Jones/Carey/D'Amour                                | 3:32     |  |
| 3.    | «Pushit» (live)                                                              | Keenan/Jones/Carey/D'Amour                                | 13:56    |  |
| 4.    | «Message to Harry Manback II»                                                | Keenan/Jones/Carey/Chancellor                             | 1:14     |  |
| 5.    | «You Lied» (cover de Peach, live)                                            | Chancellor/Durling/Keenan/Oakes                           | 9:17     |  |
| 6.    | «Merkaba» (live)                                                             | Keenan/Jones/Carey/Chancellor                             | 9:48     |  |
| 7.    | «No Quarter» (cover Led Zeppelin)                                            | Tool, basados en la letra original de Page, Plant y Jones | 11:12    |  |
| 8.    | «L.A.M.C. (Los Angeles Municipal Court)» (contiene el tema «Maynard's Dick») | Keenan/Jones/Carey/Chancellor                             | 10:53    |  |
| 71:00 |                                                                              |                                                           |          |  |

| DVD |                                                             |          |  |
| N.º | Título                                                      | Duración |  |
| 1.  | «Ænema»                                                     | 6:39     |  |
| 2.  | «Stinkfist»                                                 | 5:09     |  |
| 3.  | «Prison Sex»                                                | 4:56     |  |
| 4.  | «Sober»                                                     | 5:05     |  |
| 5.  | «Hush» (sólo en la versión para DVD, no incluida en el VHS) | 2:48     |  |

## Créditos
Tool
- Maynard James Keenan - Voz.
- Adam Jones - Guitarra.
- Justin Chancellor - Bajo, voces adicionales en «You Lied».
- Danny Carey - Batería.

Músicos invitados
- King Buzzo - Guitarra adicional en «No Quarter».
- David Bottrill - Teclado en «Message to Harry Manback II».
- Vince DeFranco - Sintetizador en «Third Eye».
- Aloke Dutta - Tabla acústica en «Pushit».
- Timothy Leary - Introducción en «Third Eye».

## Posicionamiento en listas
| Listas (2000-2001)             | Mejor posición |
| ------------------------------ | -------------- |
| Australia (ARIA Charts)        | 29             |
| Estados Unidos (Billboard 200) | 38             |